# دارآباد (افغانستان)
دارآباد یک منطقهٔ مسکونی در افغانستان است که در ولایت بلخ واقع شده‌است.